# Ложе справедливості

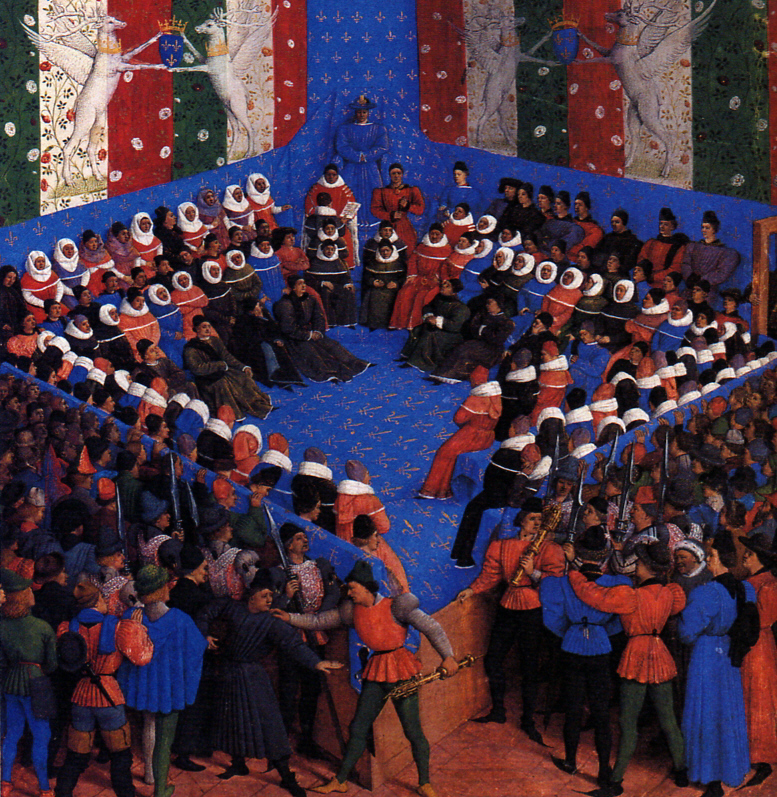
Ложе справедливості короля Карла VII (парламент Парижа) 1450 року

Ложе справедливості (фр. le lit de justice) — урочисте засідання Паризького парламенту часів старого порядку, в присутності короля і перів, яке зобов'язувало парламент уносити всі королівські постанови до свого реєстру і позбавляло їх можливості протесту.
Назва походить від того, що над королівським троном у кутку зали нависала сінь (балдахін), що уподібнювало трон з ложем.